# فرانز شمولدرز
شمولدرز أو شمولديرس (بالألمانية: Franz August Schmölders) (1809 - 1880 م) هو مستشرق ألماني من أوائل من اهتموا بالفلسفة الإسلامية.

## حياته
درس شمولدز الفلسفة واللاهوت في جامعة بون ابتداءً من عام 1830. تحت تأثير الأساتذة كريستيان أوغست براندس، جورج فيلهلم فريدريش فريتاغ وكريستيان لسين وأوغست ويلهلم شليغل أتجه نحو الدراسات الشرقية ومع التركيز على الفلسفة العربية. تعلم اللغات العربية، العبرية، الأفستية، الفارسية، السريانية والسنسكريتية.
قام خلال دراسته بالاهتمام بشكل خاص بالترجمات العربية لكتابات أرسطو. في عام 1835، فاز بجائزة كلية الآداب لإصداره نصاً عن أعمال الفيلسوف الهندي بهارتريهاري Bhartrihari. حاز على درجة الدكتورة في 22 يوليو 1836.
حصل على منحة دراسية من الأكاديمية البروسية للعلوم للدراسة لسنة ونصف السنة في باريس، حيث تعمقت دراسته. وحضر المحاضرات التي يلقيها المستعربون الفرنسيون الكبار مثل سيلفستر دي ساسي، جوزيف توسان رينو وبيار أميدي جوبير. خلال الفترة التي قضاها في باريس كتب كتابه الأول باللغة الفرنسية والذي ناقش تاريخ الفلسفة عند العرب. تم نشره في عام 1842 من قبل الناشر فيرمين ديدو. بعد ذلك بوقت قصير رجع فرانز شمولدز إلى بون.
في 22 ديسمبر 1842 عقدت شمولدز محاضرته الافتتاحية في جامعة بون كمحاضر بدون دخل ثابت، ولكن الوزير البروسي فريدريش يوهان ألبرخت إيكهورن دم له دعماً من الدولة عبر المنح الدراسية. بعد سنة ونصف سنة فقط (1844) عين أستاذاً مشاركاً للغات الشرقية وآدابها في جامعة بريسلاو. انتهج هذا النداء في 29 يونيو 1844.
قضى شمولدز في فروكلاف 16 عاما يعمل في الجامعة في نفس الوقت يزاول مهنة التدريس. درس لبعض الوقت في صالة الألعاب الرياضية ماثيو العبرية والفرنسية ولإنجليزية. في 1 مايو 1846 أصبح عضوا كامل العضوية في مجمع الدراسات الشرقية الألماني.
بسبب مهاراته اللغوية كونه يتقن 22 لغة كان الطلب على خدمات شمولدز خارج الجامعة في ارتفاع، حيث كان عضواً في لجنة الامتحانات العلمية في اللغة الإنجليزية والفرنسية، وكان يعمل كمترجم محلف. التزاماته كثيرة ومرض في البطن من عام 1860 حالا دون اهتمامه الشديد في التدريس وكتابة المنشورات على نطاق واسع.

## من كتاباته (مختارات)
- «وثائق في فلسفة العرب» بعنوان لاتيني Documenta Philosophiae Arabum, Bonn, 1836 وعنوان عربي هو: «رسائل فلسفية للشيخ أبي نصر الفارابي وللشيخ الرئيس أبي علي ابن سينا».
- «بحث في المدارس الفلسفية عند العرب، وخصوصاً مذهب الغزالي» Essai sur les ècoles philosophiques chez les Arabes et notamment sur la doctrine d'Algazzali ، باريس 1842 م.

رودولف اشتروطمن (بالألمانية: Rudolf Strothmann) (1877 - 1960 م) هو مستشرق ولاهوتي ألماني اهتم خصوصاً بالمذاهب الباطنية في الإسلام.
- دراسة عن قواعد اللغة العربية. بريسلاو 1862.